# 底辺への競争
底辺への競争（ていへんへのきょうそう、英: Race to the bottom）とは、国家が外国企業の誘致や産業育成のため、減税、労働基準・環境基準の緩和などを競うことで、労働環境や自然環境、社会福祉などが最低水準へと向かうこと。自由貿易やグローバリゼーションの問題点として指摘されている。

## 概要
底辺への競争という言葉は、1933年、合衆国最高裁判所の判事によって用いられている。当時は世界大戦間の自由貿易が拡大した時代であり、そしてその一方で世界恐慌による不況の中、保護貿易が主張された時代でもあり、世界金融危機下の状況と類似した面があるといえる。
自由貿易や、それを含めたグローバリゼーションが進展することによって、モノ・ヒト・カネの国際的な移動が行われるようになると、各企業はより有利な条件を求めて工場などを移転したり、最も条件の良い国に対して投資を行い、そこで生産された製品を世界各国に輸出することが可能になった。これに対して肯定的な意見として、各国の強みを生かした最適の立地において生産が行われることで、これまでよりも安い価格での生産が可能となり、社会全体としてより豊かになると言われる。
しかし、工場などが国外に移転し、あるいは安い製品が大量に輸入されるようになると、国内の国際競争力に劣る産業は衰退し、労働賃金の低下や失業の増加をもたらすことにもなりかねない。このような事態を避け、企業を誘致し国内産業を守るため、各国は法人税率や企業が負担する社会保障費を低下させ、労働基準・環境基準などの企業活動を抑制する規制を緩和するインセンティブを持つこととなる。
国家が、無駄な規制を緩和し、行政にかかる費用を削減し、効率的な政府を構築することで税などの負担を減少させるのであれば、それは望ましい競争である。しかし、本来必要な税が徴収されず、必要な規制までもが緩和され、あるいは違法行為が黙認されることで、社会福祉水準の低下、自然環境の破壊、労働環境の悪化などがもたらされる場合もあり、底辺への競争として、自由貿易やグローバリゼーションの問題点とされる。

## 理論
底辺への競争は、ゲーム理論、囚人のジレンマによって説明することができる。個々の主体の最適な行動が、全体として最適な選択とはならないものの一つである。
例として単純な法人税の低減競争を挙げると、以下のようになる。
1. 仮に、二つの国の法人税が同じ30%であって、各国で企業が100億円の利益を上げているとすると、それぞれ30億円ずつ税収がある。税率が同じであり、企業は移動しない。（A.30 B.30）
2. 一方の国（A）が、法人税を20%にすると、もう一方の国（B）から企業が移転し、企業の利益は合計200億円になるので、20%の税率でも40億円の税収が見込める。つまり、この選択はAにとって10億円の税収増をもたらす。（A.30→40、B.30→0）
3. しかしこれではBは税収がなくなってしまうので、これを避けるため、Bは税率を10%とする。Aから企業が移転し、企業の利益は合計200億円、10%の税率で20億円の税収となる。2の状況と比較すると、この選択はBにとって20億円の税収増をもたらす（A.40→0、B.0→20 ）。
4. しかしこれではAは税収がなくなってしまうので、これを避けるため、Aは税率を5%とする。Bから企業が移転し、企業の利益は合計200億円、5%の税率で10億円の税収となる。3の状況と比較すると、この選択はAにとって10億円の税収増をもたらす（A.0→10、B.20→0）。
5. 以下繰り返し。

各国はその時々において税収を増加させるべく妥当な行動しているのであるが、結局は税収を失っていく。

## 抑制・対策

### 移転のコスト
輸送・移転のコスト
交通網が整備され、輸送にかかるコストはかつてより低いものとなったが、それでもなお国際的な物資の輸送には相応のコストが必要である。企業や工場の移転はそのコストを上回る利益が見込まれなければ行われない。また、企業や工場には物資だけでなく人員も必要である。人の移動は、言語や習慣などの文化的な面での制約もあって容易ではなく、移転先での新しい人員の確保や移転元で不要となった従業員の解雇にも大きなコストが必要となる。
また、新たに移転先の法律などの知識や各種の情報、人脈などを獲得することも必要である。
移転のリスク
移転時において、自由貿易や緩い規制、低い税率などの有利な政策が行われているとしても、将来それが維持されるかは不明である。特に政情の不安定な国家では、政策変更の危険が大きなものとなる。移転にはコストがかかり、政策が変更されたからと言って簡単に戻ることはできないため、移転が失敗に終わる危険がある。

### 規制
輸出入や生産、投資活動は、様々な形で規制されている。たとえ安く生産できたとしても、それを安く国内において売ることができるとは限らない。
関税
国家が輸入品に関税を課すことによって、国外の商品の流入を抑制し、国内産業を保護することができる。但し高率の関税は、自由貿易やWTOの考えに反するものである。
輸入に対する規制
安全や環境、あるいはダンピングなどの理由により、輸入が規制される場合がある。農産物の輸入に関する農薬についての規制や、牛海綿状脳症（BSE）に関する規制、あるいは、水銀などの有害な金属を利用した製品の輸入規制など。また、急激な輸入品の増加に対して、セーフガードが発動される場合もある。
国際法・国際機関による規制
過酷な労働や環境破壊などについて、各種の条約などによって国際的に規制がなされている。例えば、経済的搾取と見られるような児童労働は、子供の権利条約によって禁止されており、労働条件や生活水準の改善を目的としてILOが設置されている。
このような国際的基準による規制は底辺への競争を抑制するが、原則として当該国家の同意が無ければ国際法による規制は及ばない。また、何をもって国際基準とするかについて各国の利害対立があり、例えばアメリカの基準の押し付けが行われているとして、アメリカニゼーションなどと批判されている。

### その他
国際的非難
環境破壊や過酷な労働条件、児童労働、人権侵害などに対して、国家により様々な形で圧力が加えられることがある。このような圧力は、問題のある生産活動を抑制し、底辺への競争を避けるものであるが、一方で、他国に対する内政干渉ともなり、どこまでが正当なものかを判断するのは困難である。一般的に、厳しい規制を求める先進国に対して、発展途上国は経済成長の権利を主張することが多い。
企業イメージ・消費者運動など
たとえある行為が工場の存在する国家で認められていたとしても、環境破壊や人権侵害などが行われていた場合には、その企業のイメージを悪化させ、商品の販売などに悪影響をもたらすことで底辺への競争が抑制される可能性がある。例えば、ナイキ社の製品について、東南アジア諸国の生産委託先工場における児童労働や強制労働、セクハラなどの問題が暴露された際には、不買運動などの反対キャンペーンが展開された。
また、発展途上国の原料や製品を適正な価格で継続的に購入することを通じ、立場の弱い途上国の生産者や労働者の生活改善と自立を目指す、公正取引の運動なども行われている。
個人消費との二律背反
より根本的な問題として、従業員はまた消費者でもあり、人件費すなわち可処分所得であり、個人消費の資金源でもある。
すなわち、短期的なコスト削減を目的として本国から途上国へ企業活動を移転して人件費を削減すれば、当然本国での個人消費は減少して市場は縮小し、そして企業の利潤も減少する。そして利潤が減少すればさらなるコスト削減が必要とされ、途上国への企業活動の移転・本国での個人消費の減少・市場の縮小、そして当然さらに本国での利潤が減少する悪循環が生じる。
したがって、企業は本国市場維持のために、ある程度は利潤を犠牲として企業活動の移転を控えざるを得ない。
この悪循環は、国内市場が大きく内需が占めるGDP比率が大きいにもかかわらず、加工貿易による外需を重視した経済政策を採った、そして途上国での直接生産・直接販売へと移行した日本において特に顕著であり、国内経済の空洞化と景気･雇用問題の主要因となっている。
また、従業員はまた(圧倒的多数の)有権者でもあり、その意を汲んだ政治家からの経済理論に沿わない政治的圧力も無視できない。